# فرودگاه ترورو

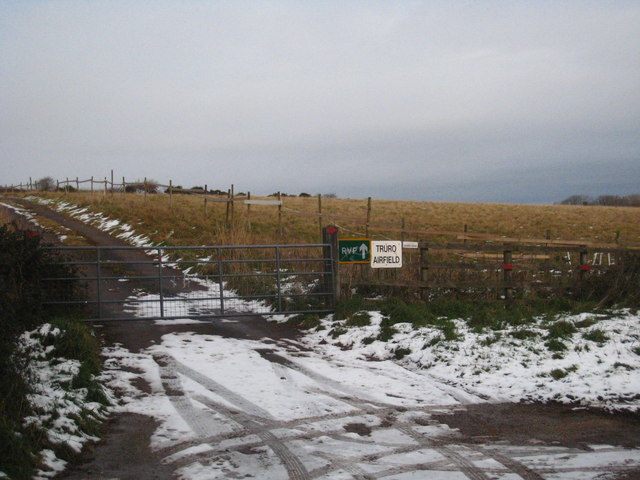
فرودگاه ترورو

فرودگاه ترورو (به انگلیسی: Truro Aerodrome) یک فرودگاه خصوصی است که یک باند فرود چمن دارد و طول باند آن ۵۳۰ متر است. این فرودگاه در شهر ترورو کشور انگلستان قرار دارد و در ارتفاع ۱۲۲ متری از سطح دریا واقع شده است.